# Xã Koehler, Michigan
Xã Koehler (tiếng Anh: Koehler Township) là một xã thuộc quận Cheboygan, tiểu bang Michigan, Hoa Kỳ. Năm 2010, dân số của xã này là 1.283 người.